# Badminton ai Giochi della XXXIII Olimpiade - Singolo femminile
Le gare del singolare femminile di badminton delle Olimpiadi 2024 si tengono dal 27 luglio al 5 agosto all'Arena Porte de la Chapelle.

## Formato
Le gare iniziano con un turno preliminare: le atlete sono divisi in gruppi e ognuno sfida gli avversari del gruppo. I 14 vincitori accedono alla fase a eliminazione diretta.

## Teste di serie
1. An Se-young
2. Chen Yufei
3. Tai Tzu-ying
4. Carolina Marín
5. Akane Yamaguchi
6. He Bingjiao
7. Gregoria Mariska Tunjung

1. Aya Ohori
2. Beiwen Zhang
3. P. V. Sindhu
4. Supanida Katethong
5. Kim Ga-eun
6. Yeo Jia Min

## Risultati

### Fase a gruppi

#### Gruppo A
| Atleta              | Pt | G | V | P | SV | SP |
| ------------------- | -- | - | - | - | -- | -- |
| An Se-young         | 1  | 1 | 1 | 0 | 2  | 0  |
| Qi Xuefei           | 0  | 0 | 0 | 0 | 0  | 0  |
| Kaloyana Nalbantova | 0  | 1 | 0 | 1 | 0  | 2  |

| Atleta 1            | Punteggio | Atleta 2            |
| 28 luglio           | 28 luglio | 28 luglio           |
| ------------------- | --------- | ------------------- |
| An Se-young         | 2 - 0     | Kaloyana Nalbantova |
| 29 luglio           |           |                     |
| An Se-young         | -         | Qi Xuefei           |
| 30 luglio           |           |                     |
| Kaloyana Nalbantova | -         | Qi Xuefei           |

#### Gruppo C
| Atleta           | Pt | G | V | P | SV | SP |
| ---------------- | -- | - | - | - | -- | -- |
| Akane Yamaguchi  | 1  | 1 | 1 | 0 | 2  | 0  |
| Michelle Li      | 0  | 0 | 0 | 0 | 0  | 0  |
| Thet Htar Thuzar | 0  | 1 | 0 | 1 | 0  | 2  |

| Atleta 1        | Punteggio | Atleta 2         |
| 27 luglio       | 27 luglio | 27 luglio        |
| --------------- | --------- | ---------------- |
| Akane Yamaguchi | 2 - 0     | Thet Htar Thuzar |
| 29 luglio       |           |                  |
| Michelle Li     | -         | Thet Htar Thuzar |
| 31 luglio       |           |                  |
| Akane Yamaguchi | -         | Michelle Li      |

#### Gruppo D
| Atleta               | Pt | G | V | P | SV | SP |
| -------------------- | -- | - | - | - | -- | -- |
| Supanida Katethong   | 1  | 1 | 1 | 0 | 2  | 0  |
| Lo Sin Yan           | 0  | 0 | 0 | 0 | 0  | 0  |
| Juliana Viana Vieira | 0  | 1 | 0 | 1 | 0  | 2  |

| Atleta 1           | Punteggio | Atleta 2             |
| 27 luglio          | 27 luglio | 27 luglio            |
| ------------------ | --------- | -------------------- |
| Supanida Katethong | 2 - 0     | Juliana Viana Vieira |
| 29 luglio          |           |                      |
| Lo Sin Yan         | -         | Juliana Viana Vieira |
| 31 luglio          |           |                      |
| Supanida Katethong | -         | Lo Sin Yan           |

#### Gruppo E
| Atleta            | Pt | G | V | P | SV | SP |
| ----------------- | -- | - | - | - | -- | -- |
| Tai Tzu-ying      | 1  | 1 | 1 | 0 | 2  | 0  |
| Ratchanok Intanon | 0  | 0 | 0 | 0 | 0  | 0  |
| Lianne Tan        | 0  | 1 | 0 | 1 | 0  | 2  |

| Atleta 1          | Punteggio | Atleta 2          |
| 28 luglio         | 28 luglio | 28 luglio         |
| ----------------- | --------- | ----------------- |
| Tai Tzu-ying      | 2 - 0     | Lianne Tan        |
| 30 luglio         |           |                   |
| Ratchanok Intanon | -         | Lianne Tan        |
| 30 luglio         |           |                   |
| Tai Tzu-ying      | -         | Ratchanok Intanon |

#### Gruppo G
| Atleta                   | Pt | G | V | P | SV | SP |
| ------------------------ | -- | - | - | - | -- | -- |
| Gregoria Mariska Tunjung | 1  | 1 | 1 | 0 | 2  | 0  |
| Tereza Švábíková         | 0  | 0 | 0 | 0 | 0  | 0  |
| Polina Buhrova           | 0  | 1 | 0 | 1 | 0  | 2  |

| Atleta 1                 | Punteggio | Atleta 2         |
| 28 luglio                | 28 luglio | 28 luglio        |
| ------------------------ | --------- | ---------------- |
| Gregoria Mariska Tunjung | 2 - 0     | Polina Buhrova   |
| 30 luglio                |           |                  |
| Gregoria Mariska Tunjung | -         | Tereza Švábíková |
| 1 agosto                 |           |                  |
| Polina Buhrova           | -         | Tereza Švábíková |

#### Gruppo H
| Atleta           | Pt | G | V | P | SV | SP |
| ---------------- | -- | - | - | - | -- | -- |
| Kim Ga-eun       | 1  | 1 | 1 | 0 | 2  | 0  |
| Goh Jin Wei      | 0  | 0 | 0 | 0 | 0  | 0  |
| Johanita Scholtz | 0  | 1 | 0 | 1 | 0  | 2  |

| Atleta 1    | Punteggio | Atleta 2         |
| 27 luglio   | 27 luglio | 27 luglio        |
| ----------- | --------- | ---------------- |
| Kim Ga-eun  | 2 - 0     | Johanita Scholtz |
| 29 luglio   |           |                  |
| Goh Jin Wei | -         | Johanita Scholtz |
| 31 luglio   |           |                  |
| Kim Ga-eun  | -         | Goh Jin Wei      |

#### Gruppo I
| Atleta           | Pt | G | V | P | SV | SP |
| ---------------- | -- | - | - | - | -- | -- |
| Yeo Jia Min      | 1  | 1 | 1 | 0 | 2  | 0  |
| Kate Ludik       | 0  | 0 | 0 | 0 | 0  | 0  |
| Dorsa Yavarivafa | 0  | 1 | 0 | 1 | 0  | 2  |

| Atleta 1    | Punteggio | Atleta 2         |
| 27 luglio   | 27 luglio | 27 luglio        |
| ----------- | --------- | ---------------- |
| Yeo Jia Min | 2 - 0     | Dorsa Yavarivafa |
| 29 luglio   |           |                  |
| Kate Ludik  | -         | Dorsa Yavarivafa |
| 31 luglio   |           |                  |
| Yeo Jia Min | -         | Kate Ludik       |

#### Gruppo J
| Atleta        | Pt | G | V | P | SV | SP |
| ------------- | -- | - | - | - | -- | -- |
| Aya Ohori     | 1  | 1 | 1 | 0 | 2  | 0  |
| Inés Castillo | 0  | 0 | 0 | 0 | 0  | 0  |
| Neslihan Arın | 0  | 1 | 0 | 1 | 0  | 2  |

| Atleta 1      | Punteggio | Atleta 2      |
| 28 luglio     | 28 luglio | 28 luglio     |
| ------------- | --------- | ------------- |
| Aya Ohori     | 2 - 0     | Neslihan Arın |
| 30 luglio     |           |               |
| Aya Ohori     | -         | Inés Castillo |
| 1 agosto      |           |               |
| Neslihan Arın | -         | Inés Castillo |

#### Gruppo K
| Atleta           | Pt | G | V | P | SV | SP |
| ---------------- | -- | - | - | - | -- | -- |
| Beiwen Zhang     | 1  | 1 | 1 | 0 | 2  | 0  |
| Nguyễn Thùy Linh | 0  | 0 | 0 | 0 | 0  | 0  |
| Tiffany Ho       | 0  | 1 | 0 | 1 | 0  | 2  |

| Atleta 1         | Punteggio | Atleta 2         |
| 27 luglio        | 27 luglio | 27 luglio        |
| ---------------- | --------- | ---------------- |
| Beiwen Zhang     | 2 - 0     | Tiffany Ho       |
| 29 luglio        |           |                  |
| Nguyễn Thùy Linh | -         | Tiffany Ho       |
| 31 luglio        |           |                  |
| Beiwen Zhang     | -         | Nguyễn Thùy Linh |

#### Gruppo L
| Atleta             | Pt | G | V | P | SV | SP |
| ------------------ | -- | - | - | - | -- | -- |
| Carolina Marín     | 1  | 1 | 1 | 0 | 2  | 0  |
| Rachael Darragh    | 0  | 0 | 0 | 0 | 0  | 0  |
| Jenjira Stadelmann | 0  | 1 | 0 | 1 | 0  | 2  |

| Atleta 1        | Punteggio | Atleta 2           |
| 28 luglio       | 28 luglio | 28 luglio          |
| --------------- | --------- | ------------------ |
| Carolina Marín  | 2 - 0     | Jenjira Stadelmann |
| 30 luglio       |           |                    |
| Carolina Marín  | -         | Rachael Darragh    |
| 1 agosto        |           |                    |
| Rachael Darragh | -         | Jenjira Stadelmann |

#### Gruppo M
| Atleta                 | Pt | G | V | P | SV | SP |
| ---------------------- | -- | - | - | - | -- | -- |
| P. V. Sindhu           | 1  | 1 | 1 | 0 | 2  | 0  |
| Kristin Kuuba          | 0  | 0 | 0 | 0 | 0  | 0  |
| Fathimath Abdul Razzaq | 0  | 1 | 0 | 1 | 0  | 2  |

| Atleta 1      | Punteggio | Atleta 2               |
| 28 luglio     | 28 luglio | 28 luglio              |
| ------------- | --------- | ---------------------- |
| P. V. Sindhu  | 2 - 0     | Fathimath Abdul Razzaq |
| 30 luglio     |           |                        |
| P. V. Sindhu  | -         | Kristin Kuuba          |
| 1 agosto      |           |                        |
| Kristin Kuuba | -         | Fathimath Abdul Razzaq |

#### Gruppo N
| Atleta          | Pt | G | V | P | SV | SP |
| --------------- | -- | - | - | - | -- | -- |
| He Bingjiao     | 1  | 1 | 1 | 0 | 2  | 0  |
| Kirsty Gilmour  | 0  | 0 | 0 | 0 | 0  | 0  |
| Keisha Az Zahra | 0  | 1 | 0 | 1 | 0  | 2  |

| Atleta 1       | Punteggio | Atleta 2        |
| 27 luglio      | 27 luglio | 27 luglio       |
| -------------- | --------- | --------------- |
| He Bingjiao    | 2 - 0     | Keisha Az Zahra |
| 29 luglio      |           |                 |
| Kirsty Gilmour | -         | Keisha Az Zahra |
| 31 luglio      |           |                 |
| He Bingjiao    | -         | Kirsty Gilmour  |

#### Gruppo P
| Atleta         | Pt | G | V | P | SV | SP |
| -------------- | -- | - | - | - | -- | -- |
| Chen Yufei     | 0  | 0 | 0 | 0 | 0  | 0  |
| Mia Blichfeldt | 0  | 0 | 0 | 0 | 0  | 0  |
| Yvonne Li      | 0  | 0 | 0 | 0 | 0  | 0  |

| Atleta 1       | Punteggio | Atleta 2       |
| 28 luglio      | 28 luglio | 28 luglio      |
| -------------- | --------- | -------------- |
| Chen Yufei     | -         | Yvonne Li      |
| 30 luglio      |           |                |
| Chen Yufei     | -         | Mia Blichfeldt |
| 1 agosto       |           |                |
| Mia Blichfeldt | -         | Yvonne Li      |

## Medagliere
| Evento            | Oro | Argento | Bronzo |
| Singolo femminile |     |         |        |